# Ucronia
Ucronia é um subgênero da literatura, geralmente, mas não necessariamente, associada à ficção científica, cujas obras fazem referência a um período hipotético da história do nosso mundo, em contraste com lugares e mundos fictícios. É um conceito similar à história alternativa, mas que difere dela pelo fato de que os tempos ucrônicos não são claramente definidos (situando-se quase sempre em algum passado remoto).
Um bom exemplo de período ucrônico é a Era Hiboriana de Conan, o Bárbaro; esta e outras fantasias literárias têm lugar em períodos ucrônicos, por volta da época ou logo após a queda da Atlântida.

## Etimologia
Ucronia ("não tempo") é uma palavra-valise, substituindo topia da palavra utopia (do grego u-topos ou "sem lugar") por cronia (do grego chronos, "tempo"). A expressão surgiu em 1876 por obra de Charles Renouvier, que a utilizou no título de seu romance Uchronie (L'Utopie dans l'histoire). Esquisse historique apocryphe du développement de la civilisation européenne tel qu'il n'a pas été, tel qu'il aurait pu être., reimpresso em 1988, ISBN 2-213-02058-2.